# Jüdische Friedhöfe in Oschersleben (Bode)
Bei den Jüdischen Friedhöfen in Oschersleben handelt es sich um zwei jüdische Friedhöfe in der Stadt Oschersleben im Landkreis Börde in Sachsen-Anhalt. 

## Alter Friedhof
Der 988 m² große Friedhof lag an der Stadtmauer an der Halberstädter Straße, die genaue Stelle ist allerdings unbekannt. Eröffnet wurde er mit einer ersten Beisetzung im Jahr 1678. Die letzte Beisetzung fand 1905 statt. Am 1. Juni 1938 wurde das Friedhofsgelände verkauft.

## Neuer Friedhof
Der zu Beginn des 20. Jahrhunderts neu angelegte Friedhof liegt an der Hornhäuser Chaussee, Ortsausgang Richtung Hornhausen, neben dem städtischen Friedhof. Die jüdische Gemeinde konnte das Grundstück damals für 4.000 Reichsmark erwerben. Die beiden letzten Beisetzungen fanden im Jahr 1938 statt. Es sind nur noch drei Grabsteine vorhanden. Anfang November 2009 wurde ein Gedenkstein zum Gedenken an die jüdischen Mitbürger der Stadt eingeweiht. Ende November 2009 wurde der Friedhof geschändet. Dabei wurden drei Grabsteine umgestoßen.